# EF-050
A EF-050 é uma ferrovia radial que interliga Brasília, Araguari, São Joaquim da Barra, Ribeirão Preto, Campinas, Mairinque, Santos. Parte de seu traçado forma o Corredor de Exportação Araguari-Santos, uma das mais importantes rotas de escoamento do agronegócio brasileiro.